# Sorghum nitidum
Sorghum nitidum är en gräsart som först beskrevs av Vahl, och fick sitt nu gällande namn av Christiaan Hendrik Persoon. Sorghum nitidum ingår i släktet durror, och familjen gräs. Inga underarter finns listade i Catalogue of Life.